# Piet Kleine
Piet Kleine (n. 17 septembrie 1951, Hollandscheveld⁠(d), Hoogeveen, Drenthe, Țările de Jos) este un patinator de viteză ce a reprezentat Regatul Țărilor de Jos, medaliat olimpic. A participat la 2 ediții ale Jocurilor Olimpice (1976, 1980) în care a câștigat o medalie de aur și două medalii de argint.